# Cámara Santa de Oviedo
Cámara Santa de Oviedo (Sveta soba Ovieda v španščini), znana tudi kot kapela sv. Mihaela) je predromanska rimskokatoliška cerkev v Oviedu v Španiji, zgrajena ob predromanskem stolpu San Miguel mestne stolnice. Danes cerkev zavzema kot med južnim krakom stolničnega transepta in stranjo križnega hodnika.
Zgrajena je bila v 9. stoletju kot palačna kapela za kralja Alfonza II. Asturskega in cerkev San Salvador v Oviedu. Poleg tega, da je bila kraljeva kapela, je bila zgrajena Sveta soba za shranjevanje draguljev in relikvij stolnice San Salvador v Oviedu, kar je funkcijo še 1200 let pozneje. Nekaj teh draguljev so podarili kralji Alfonz II. in Alfonz III. in predstavljajo izjemne zlate artefakte asturske predromanike, ki so jih prinesli iz Toleda po padcu Vizigotskega kraljestva.
Zato se je stolnica v Oviedu imenovana tudi Sancta Ovetensis; zaradi količine in kakovosti relikvij, ki jih vsebuje Cámara Santa. Sveta soba ostaja edini primer zgodnjesrednjeveškega kompleksa. Zgrajena je bila kot soba za relikvije, v kateri so bili shranjeni različni zakladi, povezani z Asturskim kraljestvom (križ angelov, križ zmage, skrinjo z agatom, Arca Santa in Sudarium iz Ovieda), ki so jih iz Jeruzalema prenesli v Afriko in jih je, po več preselitvah, končno odložil Alfonz II. Asturski v Oviedu.
Decembra 1998 je bila Cámara Santa razglašena za Unescovo svetovno dediščino.

## Arhitektura
Sestavljena je iz dveh prekrivajočih se hodnikov s polkrožnim obokom; kripta ali spodnje nadstropje ima višino 2,30 metra in je posvečena sv. Leokadiji, ter vsebuje več grobov drugih mučenikov.
Kripta sv. Leokadije je pravokotna soba s stenami iz ruševin. Ima polkrožni obok, visok v kroni komaj 80 cm. Prvotno so jo osvetljevala zelo ozka okna, zgolj luknje, notranje razpršene v stranskih stenah in eno veliko okno na vzhodnem koncu.
Camara Santa, kot kažejo njeni starodavni deli, je sestavljena iz kvadratnega vzhodnega svetišča, pritrjenega na pravokotno celo. Svetišče ima nizek obok. Njegov čelni lok nosita dva marmorna stebra rimskega izvora. Par podobnih stebrov krasi vzhodno okno, ki ima v notranjosti lok, zunaj pa kvadratno glavo z opečnim razbremenilnim lokom, tako kot vzhodno okno spodnje kripte. Njihovi veliki kapiteli so v korintskem slogu z listi, zapakiranimi v školjke, relief, ki nastane, spominja na kotni kapitel v cerkvi San Julián de los Prados.
V zgornjem nadstropju, je Camara Santa posvečena sv. Mihaelu; razširjena je bila v 12. stoletju, podaljša osrednji del na šest metrov, rekonstrukcija, ki je zagotovila tudi sedanjo dekoracijo, mojstrovino španske romanike. Z arhitekturnega vidika je gradnja Svete sobe rešila enega največjih problemov asturske predromanike: obok dveh prekrivajočih se prostorov, ki so jih kasneje uporabili v stavbah Ramira I. Asturskega.

## Sudarij  iz Oviedo
Sudarij iz Ovieda [[špansko Santo Sudario de Oviedo), je krvava krpa, prtič, shranjen v Arca Santa, za katerega je bila zgrajena kapelica. Sudarium (v latinščini pomeni znoj) je tkanina, ki je bila domnevno zavita okoli glave Jezusa Kristusa po njegovi smrti na križu. Obstajajo pomembne skladnosti s številnimi sorodnimi podobami acheiropoieta, na primer Torinski prt in slika Manoppello.